# Poco: The Songs of Paul Cotton
| Recensione              | Giudizio |
| ----------------------- | -------- |
| AllMusic                | [ 1 ]    |
| Dizionario del Pop-Rock | [ 2 ]    |

Poco: The Songs of Paul Cotton è un album raccolta dei Poco, pubblicato dalla Epic Records nel 1979. Il disco raccoglie alcuni brani firmati da Paul Cotton con i Poco dal 1971 al 1974.

## Tracce
Brani composti da Paul Cotton
Lato A
1. Bad Weather – 5:02 – Tratto dall'album From the Inside (1971)
2. One Horse Blue – 3:37 – Tratto dall'album Cantamos (1974)
3. Western Waterloo – 4:01 – Tratto dall'album Cantamos (1974)
4. Faith in the Families – 3:45 – Tratto dall'album Seven (1974)
5. Angel – 4:56 – Tratto dall'album Seven (1974)

Lato B
1. Blue Water – 3:07 – Tratto dall'album Crazy Eyes (1973)
2. A Right Along – 4:45 – Tratto dall'album Crazy Eyes (1973)
3. Ride the Country – 5:26 – Tratto dall'album A Good Feelin' to Know (1972)
4. Keeper of the Fire – 4:29 – Tratto dall'album A Good Feelin' to Know (1972)
5. Railroad Days – 3:38 – Tratto dall'album From the Inside (1971)

## Musicisti
- Paul Cotton - chitarra, voce
- Richie Furay - chitarra, voce (tranne nei brani: Faith in the Families e Angel)
- Rusty Young - chitarra steel, chitarra, dobro, banjo, voce
- Timothy B. Schmit - basso, voce
- George Grantham - batteria
- Steve Cropper - produttore (brani: Bad Weather e Railroad Days)
- Poco - produttore (brani: One Horse Blue e Western Waterloo)
- Jack Richardson - produttore (brani: Faith in the Families, Angel, Blue Water, A Right Along, Ride the Country e Keeper of the Fire)
- Jim Mason - produttore (brani: Ride the Country e Keeper of the Fire)